# Pitt (rzeka)
Pitt (ang. Pitt River) – rzeka Kolumbii Brytyjskiej w Kanadzie, przepływająca w sąsiedztwie miasta Pitt Meadows. Stanowi znaczący dopływ rzeki Fraser. Nazwa rzeki pochodzi od imienia premiera brytyjskiego Williama Pitta Młodszego.